# شاپرک‌های ببری
شاپرک‌های ببری (نام علمی: Arctiidae) نام یک تیره از زیرراسته ناهم‌رگه‌ها است.